# جنبش اشغال
جنبش اشغال (انگلیسی: Occupy movement)، یک جنبش اجتماعی اعتراضی بین‌المللی علیه نابرابری اجتماعی و نابرابری اقتصادی با هدف کاهش سلسله مراتب روابط سیاسی و اقتصادی و برابری توزیع بود. تمرکز گروه‌های محلی متفاوت بود اما از جمله دغدغه‌های اصلی این جنبش چگونگی کنترل دنیا توسط شرکت‌های بزرگ و نظام مالی جهانی به نحوی بود که به‌طور نامتناسب به یک اقلیت نفع می‌رساند، دموکراسی را تضعیف می‌کرد و ناپایدار بود.
اولین اعتراض اشغال که توجه عمومی را به خود جلب کرد جنبش اشغال وال استریت در پارک زوچتی نیویورک در ۱۷ سپتامبر ۲۰۱۱ شروع شد. تا ۹ اکتبر به بیش از ۹۵۱ شهر در ۸۱ کشور و بیش از ۶۰۰ جماعت در آمریکا گسترش یافت.